# Per-Ola Quist
Per-Ola Quist (Suecia, 18 de febrero de 1961) es un nadador sueco retirado especializado en pruebas de estilo libre, donde consiguió ser medallista de bronce mundial en 1978 en los 4x100 metros estilo libre.

## Carrera deportiva
En el Campeonato Mundial de Natación de 1978 celebrado en Berlín (Alemania), ganó la medalla de bronce en los relevos de 4x100 metros estilo libre, con un tiempo de 3:26.95 segundos, tras Estados Unidos (oro con 3:19.74 segundos que fue récord del mundo) y Alemania del Oeste (plata con 3:26.65 segundos).